# 해밀턴-야코비 방정식
고전역학에서 해밀턴-야코비 방정식(Hamilton-Jacobi 方程式)은 고전역학을 기술하는 하나의 방법이다. 이를 이용하면, 역학계의 운동 상수들을 계를 완전히 풀지 않고도 찾을 수 있다.

## 정의
해밀턴-야코비 방정식은 일차 비선형 편미분 방정식이다. 해밀턴 주(主)함수 (principal function) {\displaystyle S(q_{1},\dots ,q_{N};t)}가 주어지면, 해밀턴 야코비 방정식은 다음과 같다.
{\displaystyle H\left(q_{1},\dots ,q_{N};{\frac {\partial S}{\partial q_{1}}},\dots ,{\frac {\partial S}{\partial q_{N}}};t\right)+{\frac {\partial S}{\partial t}}=0.}
이 방정식은 {\displaystyle S}를 해밀토니언의 정준변환의 모함수로 생각하여, 해밀턴 역학에서 유도할 수 있다.
만약 계가 에너지를 보존하면, 해밀턴 주함수 대신 해밀턴 특성함수 (characteristic function) {\displaystyle W(q_{1},\dots ,q_{N})}를 사용할 수 있다. 이렇게 쓰면, 해밀턴 야코비 방정식은 다음과 같다.
{\displaystyle H\left(q_{1},\dots ,q_{N};{\frac {\partial S}{\partial q_{1}}},\dots ,{\frac {\partial S}{\partial q_{N}}};t\right)=E.}
이 때 해밀턴 주함수와 특성함수는 다음과 같은 관계를 가진다.
{\displaystyle S=W-Et}

## 역사
윌리엄 로언 해밀턴이 1833년에 발표하였고, 카를 구스타프 야코프 야코비가 일반화하였다.

## 같이 보기
- 정준변환
- 운동 상수
- 해밀턴 벡터장
- WKB 근사

## 참고 문헌
- Fetter, A.; J. Walecka (2003). 《Theoretical Mechanics of Particles and Continua》. Dover Books. ISBN 0-486-43261-0.
- Landau, L. D.; L. M. Lifshitz (1975). 《Mechanics》. Amsterdam: Elsevier.
- Sakurai, J. J. (1985). 《Modern Quantum Mechanics》. Benjamin/Cummings Publishing. ISBN 0-8053-7501-5.